# Мушкаров, Иван Николаевич
Иван Николаевич Мушкаров (9 августа 1922, Медынь, Калужская губерния — 28 августа 2000, Медынь, Калужская область) — полный кавалер ордена Славы, ударник коммунистического труда, персональный пенсионер, член КПСС, почётный гражданин города Медыни.

## Биография
Родился в русской семье рабочего. Окончил 4-классную школу в 1937, после чего работал столяром артели «Красный кустарь». В Красной армии с июля 1941, на фронтах Великой Отечественной войны с января 1942. В годы войны разведчик 53-го танкового полка 69-й механизированной бригады, 3-й гвардейской танковой армии, 1-го Украинского фронта, ефрейтор — на момент представления к награждению орденом Славы 1-й степени. Неоднократно ходил в тыл врага и добывал ценные сведения, получил ранение. В 1946 демобилизован и вернулся в родной город, где снова работал столяром на мебельной фабрике. В 1950 вступил в КПСС.